# Sphagnum fallax
Espèce
Sphagnum fallax est une espèce de sphaignes, organismes végétaux sans racines ni vrais tissus conducteurs qui sont à l'origine de la formation des tourbières par accumulation de leur matière organique.